# 三笠大先輩と学ぶ世界の艦船
『三笠大先輩と学ぶ世界の艦船』はYostarより配信されているYouTubeの番組である。

## 概要
アズールレーンの三笠（CV：大原さやか）が史実の艦船を紹介する動画である。
第1集の戦艦三笠から第13集航空母艦アーク・ロイヤルまでを第一学期、以降を第二学期として配信している。艦船について写真や図解、ＣＧ映像などを交えて史実の艦歴や各艦船の特徴をわかりやすく解説している。

## 配信内容

### 第一学期
| 放送回 | 配信日         | 紹介艦船                 |
| ------ | -------------- | ------------------------ |
| 第1集  | 2019年4月14日  | 三笠                     |
| 第2集  | 2019年5月28日  | ビスマルク               |
| 第3集  | 2019年6月28日  | クリーブランド           |
| 第4集  | 2019年8月6日   | ボルチモア               |
| 第5集  | 2019年9月2日   | ジャベリン               |
| 第6集  | 2019年9月30日  | リットリオ               |
| 第7集  | 2019年12月14日 | エンタープライズ（前編） |
| 第8集  | 2019年12月31日 | エンタープライズ（後編） |
| 第9集  | 2020年2月21日  | ベルファスト（前編）     |
| 第10集 | 2020年3月19日  | ベルファスト（後編）     |
| 第11集 | 2020年4月28日  | 綾波                     |
| 第12集 | 2020年5月29日  | リシュリュー             |
| 第13集 | 2020年7月27日  | アーク・ロイヤル         |

### 第二学期
| 放送回 | 配信日         | 紹介艦船                     |
| ------ | -------------- | ---------------------------- |
| 第1集  | 2020年11月27日 | タシュケント                 |
| 第2集  | 2020年12月30日 | グラーフ・ツェッペリン       |
| 第3集  | 2021年2月26日  | ムルマンスク                 |
| 第4集  | 2021年4月24日  | ウォースパイト               |
| 第5集  | 2021年6月5日   | ニュージャージー             |
| 第6集  | 2021年9月22日  | 島風                         |
| 第7集  | 2021年12月30日 | ウルリッヒ・フォン・フッテン |
| 第8集  | 2022年4月4日   | アーチャーフィッシュ         |
| 第9集  | 2022年5月27日  | ヴァンガード                 |
| 第10集 | 2022年9月24日  | 武蔵                         |
| 第11集 | 2023年3月3日   | インプラカブル               |